# Menengai-Krater
Der Menengai-Krater (Maa: „Ort der Leichen“) ist bei einer Höhe von 2278 m der sechstgrößte  Vulkankrater der Welt. Er befindet sich in Kenia der Nähe von Nakuru.
Eigentlich handelt es sich bei dem schlafenden Vulkan um eine Caldera. Immer wieder können kleine Rauchschwaden beobachtet werden. Die Caldera hat einen Durchmesser von 12 km. Vom Kraterrand, der zu Fuß erreicht werden kann, stürzt der Abhang fast 500 m tief bis zum unübersichtlichen Kraterboden, einem heutigen Naturreservat, hinab. Der Name des Kraters hat seinen Ursprung in einer blutigen Schlacht zwischen zwei Massai-Clans im Jahre 1854, bei der hunderte zurückgeschlagener Angreifer über den Abhang zu Tode stürzten.
Der Besucher hat von oben einen weiten Ausblick über das Land.